# السعودية في كأس العالم 2022
شارك المنتخب السعودي لكرة القدم في بطولة كأس العالم لكرة القدم 2022، التي تنظم في قطر في الفترة من 21 نوفمبر 2022 إلى 18 ديسمبر 2022.

## التأهل
يعد التأهل لنهائيات كأس العالم 2022 هو الأسرع في تاريخ المنتخب السعودي، وذلك قبل لعب السعودية لآخر جولتين في المجموعة، بعدما حسم المنتخب التأهل في الجولة الأخيرة، وتأهلت السعودية رسميًا لكأس العالم للمرة السادسة في تاريخها عقب فوز اليابان على أستراليا 2-0 يوم الخميس في سيدني، لتبقى مباراة السعودية والصين في الشارقة لإتمام تصفيات المجموعة.

### التفاصيل
| م | الفريق   | لعب | ف | ت | خ | أ.له | أ.ع | أ.ف | نقاط | التأهل                           |        |       |        |        |       |        |        |
| - | -------- | --- | - | - | - | ---- | --- | --- | ---- | -------------------------------- | ------ | ----- | ------ | ------ | ----- | ------ | ------ |
| 1 | السعودية | 10  | 7 | 2 | 1 | 12   | 6   | +6  | 23   | تأهل الى نهائيات كأس العالم 2022 |        | —     | 1–0    | 29 Mar | 1–0   | 3–2    | 3–1    |
| 2 | اليابان  | 10  | 7 | 1 | 2 | 12   | 4   | +8  | 22   | تأهل الى نهائيات كأس العالم 2022 |        | 1 Feb | —      | 2–1    | 0–1   | 2–0    | 29 Mar |
| 3 | أستراليا | 10  | 4 | 3 | 3 | 15   | 9   | +6  | 15   | التأهل الى الملحق                |        | 0–0   | 24 Mar | —      | 3–1   | 3–0    | 4–0    |
| 4 | عمان     | 10  | 4 | 2 | 4 | 11   | 10  | +1  | 14   |                                  |        | 0–1   | 0–1    | 1 Feb  | —     | 29 Mar | 3–1    |
| 5 | الصين    | 10  | 1 | 3 | 6 | 9    | 19  | −10 | 6    |                                  | 24 Mar | 0–1   | 1–1    | 1–1    | —     | 3–2    |        |
| 6 | فيتنام   | 10  | 1 | 1 | 8 | 8    | 19  | −11 | 4    |                                  | 0–1    | 0–1   | 0–1    | 24 Mar | 1 Feb | —      |        |

## التشكيلات
أعلن المنتخب السعودي عن قائمة لاعبيه الـ26 المشاركين في كأس العالم 2022 في قطر، في 11 نوفمبر 2022، وضمت القائمة في:

### مركز حراسة المرمى
- محمد العويس
- محمد الربيعي
- نواف العقيدي

### خط الدفاع
- ياسر الشهراني
- حسان تمبكتي
- سعود عبدالحميد
- عبدالله مادو
- علي البليهي
- عبدالإله العمري
- سلطان الغنام
- محمد البريك
- ناصر الدوسري.

### خط الوسط
- عبدالله عطيف
- عبدالإله المالكي
- رياض شراحيلي
- علي الحسن
- سلمان الفرج (كابتن)
- محمد كنو
- سامي النجعي.

### خط الهجوم
- سالم الدوسري
- نواف العابد
- فراس البريكان
- هتان باهبري
- عبدالرحمن العبود
- هيثم عسيري
- صالح الشهري.

## كأس العالم

### المجموعة الثالثة[3][4]
| م | الفريق    | لعب | ف | ت | خ | أ.له | أ.ع | أ.ف | نقاط | التأهل                       |
| - | --------- | --- | - | - | - | ---- | --- | --- | ---- | ---------------------------- |
| 1 | الأرجنتين | 3   | 2 | 0 | 1 | 5    | 2   | +3  | 6    | يتقدم إلى مرحلة خروج المغلوب |
| 2 | بولندا    | 3   | 1 | 1 | 1 | 2    | 2   | 0   | 4    | يتقدم إلى مرحلة خروج المغلوب |
| 3 | المكسيك   | 3   | 1 | 1 | 1 | 2    | 3   | −1  | 4    |                              |
| 4 | السعودية  | 3   | 1 | 0 | 2 | 3    | 5   | −2  | 3    |                              |

| الأرجنتين          | 1–2   | السعودية                      |
| ------------------ | ----- | ----------------------------- |
| - ميسي 10' (ركلة.) | تقرير | - الشهري 48' - س. الدوسري 53' |

| المكسيك | 0–0   | بولندا |
| ------- | ----- | ------ |
|         | تقرير |        |

| بولندا                           | 2–0   | السعودية |
| -------------------------------- | ----- | -------- |
| - زيلينسكي 39' - ليفاندوفسكي 82' | تقرير |          |

| الأرجنتين                 | 2–0   | المكسيك |
| ------------------------- | ----- | ------- |
| - ميسي 64' - فرنانديز 87' | تقرير |         |

| بولندا | 0–2   | الأرجنتين                       |
| ------ | ----- | ------------------------------- |
|        | تقرير | - ماك اليستير 46' - ألفاريز 67' |

| السعودية           | 1–2   | المكسيك                   |
| ------------------ | ----- | ------------------------- |
| - س. الدوسري 5+90' | تقرير | - مارتين 47' - تشافيز 52' |

### المباراة الأولى

تشكيلة المنتخب السعودي في مباراته مع نظيره الأرجنتيني

تغلب المنتخب السعودي لكرة القدم على نظيره الأرجنتيني، أحد أبرز المرشحين للتتويج باللقب، بهدفين مقابل هدف، على ملعب لوسيل بالدوحة في 22 من نوفمبر. افتتح اللاعب الأرجنتيني ميسي أول أهداف اللقاء من ضربة جزاء في الدقيقة 10، ليعود السعوديون ويعادلوا النتيجة بهدف من اللاعب صالح الشهري في الدقيقة 48، ويتقدموا بهدف آخر في الدقيقة 53 من اللاعب سالم الدوسري.
وضع المنتخب السعودي حداً لسلسلة انتصارات نظيره الأرجنتيني، وليحول دون بلوغه الرقم القياسي المسجل لمنتخب إيطاليا (37 مباراة متتالية بلا هزيمة) حيث لم يهزم «رفاق ميسي» طوال 36 مباراة على مدى السنوات الـ3 الأخيرة.

### إصابات
بعد مرور نصف ساعة من انطلاق مباراة الأرجنتين والسعودية، تعرض قائد المنتخب السعودي سلمان الفرج لإصابة، واستبعد المدرب الفرنسي هيرفي رينارد في تصريح له بعد المباراة أن يتمكن الفرج من لعب ما تبقى من مبارات للسعودية في البطولة.
وفي الوقت بدل الضائع من المباراة، تعرض الظهير الأيسر للسعودية ياسر الشهراني لإصابة بليغة جراء اصطدامه بزميله حارس المرمى وخرج على الفور من الملعب، ليصدر المنتخب السعودي بيان أوضح فيه نقل اللاعب للمستشفى نتيجة لتعرضه لصدام قوي في منطقة الرأس والصدر والبطن، مؤكداً أنه حالته مستقرة وهو تحت الملاحظة. وخرج الشهراني في مقطع فيديو مطمئناً جمهوره. في 24 نوفمبر، أعلن المنتخب السعودي نقل الشهراني من الدوحة إلى الرياض بطائرة إخلاء طبي تابعة للخدمات الصحية التابعة لوزارة الدفاع السعودية تنفيذاً لأمر ولي العهد السعودي.

### المباراة الثانية
خسر المنتخب السعودي أمام نظيره البولندي بهدفين نظيفيين، في الـ 26 من نوفمبر، وافتتح البولندي بيوتر زيلينسكي أولى الأهداف في الدقيقة 39، واستغل ليفاندوفسكي خطأ دفاعياً ليضيف الهدف الثاني لمنتخب بلاده في الدقيقة الـ81 من عمر المباراة، ليصعّب مهمة التأهل للدور 16 للمنتخب السعودي، بعدما كان يكفيه الفوز بالمباراة لتجنب حسابات الجولة الأخيرة من دوري المجموعات. كما فكّ ليفاندوفسكي عقدة عدم تسجيله هدفاً في نهائيات كأس العالم، بعد أن عجز عن التسجيل في 4 مبارات خاضها مع منتخب بلاده منذ مونديال 2018 في روسيا
ورغم خسارته المباراة، إلا أن المنتخب السعودي استحوذ على المباراة، وأضاع ركلة جزاء، وسجل أعلى نسبة استحواذ في الشوط الأول بنسبة 58.7 %، وقال مدربه الفرنسي هيرفي رينارد، عقب المباراة، "ارتكبنا خطأ فادحًا في النهاية. ولكننا متحدون سويا"، مشيراً إلى أنه "لم نكن فاعلين، إلا أنني فخور جدا بالطريقة التي لعبنا بها وباللاعبين"

### المباراة الثالثة
سجل المنتخب السعودي الخسارة الثانية له في مشواره بمونديال 2022 أمام نظيره المكسيك، بهدفين لهدف، سجل الهدف المكسيكي الأول هنري مارتن في الدقيقة الثالثة من الشوط الثاني، وضاعف لويس تشافيز النتيجة من ركلة حرة بعدها بخمس دقائق، وفي الوقت بدل الضائع، قلص لاعب المنتخب السعودي الفارق بهدف، ليضاف إلى رصيد مشواره في كأس العالم 3 أهداف. وبهذه النتيجة ودع المنتخب السعودي والمكسيكي البطولة، فيما تأهل المنتخب الارجنتيني والبولندي إلى الدور الـ 16.

## الإحصائيات

### الهدافين
| م. | اللاعب       | الأهداف |
| -- | ------------ | ------- |
| 1  | سالم الدوسري | 2       |
| 2  | صالح الشهري  | 1       |

### صناعة الأهداف
| م. | اللاعب        | الأهداف |
| -- | ------------- | ------- |
| 1  | فراس البريكان | 1       |
| 2  | هتان باهبري   | 1       |